# Egon Savić
Egon Savić (* 24. September 1999) ist ein bosnischer Leichtathlet, der sich auf den Sprint spezialisiert hat.

## Sportliche Laufbahn
Erste internationale Erfahrungen sammelte Egon Savić im Jahr 2021, als er bei den Balkan-Meisterschaften in Smederevo mit 10,91 s in der Vorrunde im 100-Meter-Lauf ausschied und mit der bosnischen 4-mal-100-Meter-Staffel nicht ins Ziel gelangte. Im Jahr darauf erreichte er bei den Balkan-Meisterschaften in Craiova mit 22,35 s auf Rang 13 im 200-Meter-Lauf und belegte mit der Staffel in 41,22 S den siebten Platz.
2021 wurde Savić bosnischer Meister im 100-Meter-Lauf.

## Persönliche Bestleistungen
- 100 Meter: 10,73 s (−0,1 m/s), 5. Juni 2021 in Zenica
  - 60 Meter (Halle): 7,00 s, 24. Februar 2021 in Belgrad
- 200 Meter: 21,94 s (−0,5 m/s), 5. Juni 2022 in Sarajevo